# Miguel Flórez
Pour les articles homonymes, voir Florez.
Flórez  López est un nom espagnol. Le premier nom de famille, en général paternel, est Flórez ; le second, en général maternel, souvent omis, est López.
Miguel Eduardo Flórez López, né le 21 février 1996 à Bogota, est un coureur cycliste colombien.

## Biographie
En 2018, il termine quinzième du Tour du Limousin.
Lors de la première partie de saison 2020, il ne dispute que deux courses en février en Amérique du Sud, terminant 5e au classement général du Tour de San Juan et du Tour Colombia 2.1. À la reprise des compétitions, il prend la 10e place sur le Circuit de Getxo le 2 août et enchaîne par le Tour de Savoie Mont-Blanc (22e au général) où se distinguent ses coéquipiers Daniel Muñoz et Alexander Cepeda, respectivement 9e et 10e du général, le second étant seulement devancé par Gavin Mannion sur la quatrième étape.
Sur les routes italiennes, il termine 36e du Tour de Lombardie, 14e sur le Mémorial Marco Pantani avant d'abandonner sur la quatrième étape de la Semaine internationale Coppi et Bartali et d'y clore sa saison. Le 13 décembre, l'équipe française Arkéa-Samsic annonce son arrivée pour les saisons 2021 et 2022.
Pour sa première course sous ses nouvelles couleurs, il est victime d'une fracture du col fémoral gauche à la suite d'une chute lors de la troisième étape du Tour des Alpes-Maritimes et du Var. Il reprend la compétition le 20 juin sur son championnat national (24e). 

## Palmarès sur route

### Par année
- 2014
  - 4e étape du Tour de Colombie juniors
  - 3e du Tour de Colombie juniors
- 2016
  - 3e étape du Tour du Portugal de l'Avenir
  - 3e étape de la Vuelta a Boyacá
  - 3e du championnat de Colombie du contre-la-montre espoirs
- 2019
  - 8e étape du Tour du Táchira
- 2020
  - 5e étape du Tour de San Juan

### Résultats sur les grands tours

#### Tour d'Italie
1 participation
- 2019 : 72e

### Classements mondiaux
| Année                                 | 2016  | 2017 | 2018  | 2019  | 2020 | 2021  | 2022  | 2023  |
| ------------------------------------- | ----- | ---- | ----- | ----- | ---- | ----- | ----- | ----- |
| Classement mondial                    | 1529e | nc   | 1861e | 1151e | 204e | 1740e | 2511e | 1750e |
| UCI Europe Tour                       | 1467e | nc   | 1282e |       |      |       |       |       |
| UCI Asia Tour                         | nc    | nc   | 642e  |       |      |       |       |       |
| UCI America Tour                      | 263e  | nc   | nc    | 154e  | 15e  | 289e  | 429e  | nc    |
|                                       |       |      |       |       |      |       |       |       |
| Légende : nc = non classéSource : UCI |       |      |       |       |      |       |       |       |

## Palmarès sur piste

### Championnats de Colombie
- Cali 2018
  -  Médaillé d'argent de la poursuite par équipes (avec Javier Gómez, Yeison Chaparro et Diego Ochoa)[2].